# 이사이촌
이사이촌(以西村)은 돗토리현 도하쿠군에 있던 촌이다. 현재의 고토우라정의 일부에 해당한다.

## 역사
- 1889년 10월 1일 - 정촌제 시행에 의해 야바세군 이사이촌이 성립하였다.
- 1896년 4월 1일 - 군 통합에 의해 도하쿠군에 소속되었다.
- 1954년 1월 1일 - 나루미촌, 야스다촌과 합병해 고토우라정이 성립하여 폐지되었다.

## 참고문헌
- 角川日本地名大辞典 31 鳥取県
- 『市町村名変遷辞典』東京堂出版、1990年。